# Evangelischer Verein für Innere Mission in Nassau
Der Evangelische Verein für Innere Mission in Nassau (EVIM) ist Träger von mehr als 60 sozialen Einrichtungen und Diensten in Wiesbaden, dem Rhein-Main-Gebiet und in Rheinland-Pfalz. Der Verein und seine Gesellschaften beschäftigen über 3200 Mitarbeitende in stationären und ambulanten Angeboten der Altenhilfe, der Behindertenhilfe, der Jugendhilfe, der Bildung sowie in Service-Einheiten. Außerdem sind 550 Freiwillige tätig. EVIM ist eine gemeinnützige Organisation und Mitglied im Diakonischen Werk der Evangelischen Kirche in Hessen und Nassau.

## Geschichte
Mit dem Vorhaben, „für die Armen, Kranken, Verwahrlosten, Verlassenen und Ausgestoßenen“ der Gesellschaft Sorge zu tragen, gründete Pfarrer Ludwig Eibach im Jahr 1850 den Evangelischen Verein für Innere Mission im Herzogtum Nassau. Drei Jahre nach der Gründung eröffnete ein Rettungshaus für Jugendliche.

## Tätigkeitsfelder

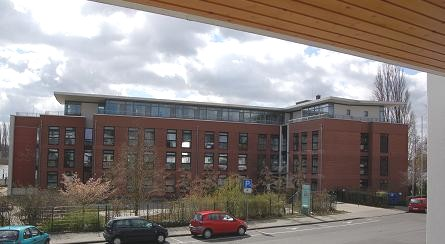
Jan-Niemöller-Haus der EVIM am Schiersteiner Hafen

Es besteht eine dezentrale Jugendhilfeeinrichtung mit Erziehungshilfe. Die EVIM Altenhilfe bietet Senioren Pflege und Betreuung in stationären, ambulanten und teilstationären Einrichtungen, im Servicewohnen zu Hause und in Wohnanlagen. Die EVIM Behindertenhilfe ist das dritte Tätigkeitsfeld des Vereins. In einem Verbund von stationären und ambulanten Wohn-, Betreuungs- und Arbeitsmöglichkeiten unterstützt, begleitet und fördert sie Menschen mit körperlichen, geistigen und psychischen Behinderungen und seelischer Beeinträchtigung. Eine Kulturarbeit umfasst Theatergruppen, Tanz und Bewegung, Musik und Malen. Die unterschiedlichen Kulturprojekte sind Teil der Betreuungsarbeit, die die Behindertenhilfe leistet.
Die EVIM Bildung ist der vierte und jüngste Geschäftsbereich des Vereins. Sie unterstützt Kinder und Jugendliche darin, ihr Leben selbständig und zuversichtlich zu gestalten und aktiv an der Gesellschaft mitzuwirken.

## Gremien
Der aus zwei Personen bestehende Vorstand ist verantwortlich für die Führung der Geschäfte des Vereins. In den EVIM Tochtergesellschaften vertreten der Theologische Vorstand (Vorsitzender) und der Kaufmännische Vorstand dessen Gesellschafterinteressen. Der Verwaltungsrat beruft und berät den Vorstand und überwacht dessen Geschäftsführung. Als Aufsichtsorgan des Vereins stellt er sicher, dass die satzungsgemäßen Aufgaben erfüllt werden.